# میتیور سیتی (آریزونا)
میتیور سیتی (به انگلیسی: Meteor City) یک منطقهٔ مسکونی در ایالات متحده آمریکا است که در آریزونا واقع شده‌است. میتیور سیتی ۱٬۵۳۴ متر بالاتر از سطح دریا واقع شده‌است.